# Pueblos fino-bálticos
Los pueblos fínicos, fino-bálticos o balto-fínicos están formados por los pueblos que habitan la región del mar Báltico en el norte de Europa que hablan lenguas fínicas, incluidos los fineses, los estonios (incluidos Võros y Setos), los carelios (incluidos Ludos y Olonets), vepsios, ižorianos, votios y livonios, así como sus descendientes en todo el mundo. En algunos casos, los kvens, ingrios, tornedalios y los hablantes de Meänkieli también se incluyen por separado en lugar de ser parte de los propios fineses.
La mayor parte de los pueblos fínicos son de etnia finesa y estonia (más del 98%), que residen en los dos únicos estados nación independientes fínicos: Finlandia y Estonia.
Los pueblos fínicos también son grupos minoritarios significativos en los países vecinos de Suecia, Noruega y Rusia.

## Teorías de origen
Según la denominada como Teoría de la Migración, basada principalmente en la lingüística histórica, los proto-fineses emigraron desde una antigua patria en el noroeste de Siberia o el oeste de Rusia hasta las costas del mar Báltico alrededor del año 1000 a. C., momento en el que los fineses y los estonios se separaron. La teoría de la migración ha sido cuestionada desde 1980, basada en la genealogía, la craneometría y la arqueología. Recientemente, una forma modificada de la Teoría de la Migración ha ganado nuevo apoyo entre la generación más joven de lingüistas, quienes consideran que la arqueología, los genes o los datos craneométricos no pueden proporcionar evidencia de lenguajes prehistóricos.
Durante los últimos 30 años, la investigación científica en antropología física, análisis craneométricos y las frecuencias de ADN mitocondrial y cromosómico Y, han reducido la probabilidad de la Teoría de la Migración, La Teoría del Poblamiento Continuo afirma que al menos los antepasados genéticos de los pueblos ugrofineses se encontraban entre los primeros pueblos indígenas de Europa, y que habrían adoptado las lenguas ugrofinesas por aculturación.
El origen de las personas que vivían en el área del Mar Báltico durante la Era del Mesolítico continúa siendo debatido por científicos. Para el periodo a partir de mediados del Neolítico existe un acuerdo en cierta medida entre los estudiosos: se ha sugerido que las tribus ugrofinesas llegaron a la región del Báltico desde el este o sureste aproximadamente entre el 4000 y el 3000 a. C., y al fusionarse con los habitantes originales, éstos adoptaron el lenguaje proto-ugrofinés y la cultura de la Cerámica del Peine de los recién llegados. Los miembros de este nuevo grupo étnico de habla ugrofinesa son considerados los antepasados de los estonios modernos. Los datos del cromosoma Y, también revelaron una ascendencia ugrofinesa común para los hombres de los vecinos bálticos, hablantes de las lenguas bálticas indoeuropeas. De acuerdo con los estudios, los hombres bálticos están más estrechamente relacionados con los hablantes ugrofineses de los fineses del Volga, como los Mari, que con los fineses del Báltico. Los resultados sugieren que los territorios de Estonia, Letonia y Lituania fueron colonizados por tribus ugrofinesas a partir del periodo Mesolítico temprano.
Por otro lado, algunos lingüistas no consideran probable que una forma de lenguaje fino-báltico pueda haber existido en una fecha tan temprana. De acuerdo con estos puntos de vista, las lenguas ugrofinesas aparecieron en Finlandia y el Báltico solo durante la Edad del Bronce Antiguo (alrededor del 1800 a. C.), si no más tarde.

## Poesía oral fino-báltica
Los pueblos fínicos comparten un patrimonio cultural común: el arte de la antigua "runa" (poema) cantando en la métrica de Kalevala, que se estima tiene entre 2.500 y 3.000 años de antigüedad. Las epopeyas nacionales finesas y estonias, el Kalevala y Kalevipoeg, están escritas en esta métrica. Los vepsios son los únicos pueblos bálticos finlandeses que no cuentan con un corpus significativo de poesía oral métrica Kalevala. La tradición poética ha incluido poemas épicos (conocidos sobre todo en Carelia e Ingria, quizás como supervivencias de una distribución anterior, más amplia), poemas líricos y cantos mágicos.
El antiguo canto de runas ha inspirado la creación de la epopeya nacional de Finlandia, el Kalevala compilada por Elias Lönnrot, y la música de Arvo Pärt, el compositor estonio más conocido en el campo clásico.
J. R. R. Tolkien ha destacado la importancia del Kalevala como fuente de su legendarium, incluidos El Silmarillion y El Señor de los Anillos.

## Historia de los pueblos fínicos

Pueblos fínicos en The Races of Europe por William Z. Ripley en 1899.

### Período mesolítico
La región ha sido poblada desde el final de la última era glacial, alrededor del 10000 a. C. Los primeros rastros de asentamiento humano están relacionados con la cultura Suomusjärvi y la cultura Kunda. El asentamiento de Pulli del Mesolítico temprano se encuentra junto al río Pärnu. Se ha fechado a principios del noveno milenio antes de Cristo. La cultura Kunda recibió su nombre del asentamiento de Lammasmäe en el norte de Estonia, que data de antes del 8500 a. C. Se han descubierto artefactos de hueso y piedra similares a los hallados en Kunda en otras partes de Estonia, así como en Letonia, el norte de Lituania y el sur de Finlandia.

### Periodo Neolítico
Alrededor de 5300 a. C., la alfarería y la agricultura ingresaron a Finlandia. Los primeros representantes pertenecen a la Cultura de la Cerámica del Peine, conocidos por sus distintivos patrones de decoración. Esto marca el comienzo del Neolítico.

#### Cultura de la Cerámica del Peine

Periodo neolítico

Hasta principios de la década de 1980, la llegada de los pueblos finlandeses, los antepasados de los estonios, finlandeses y livonios en las costas del mar Báltico alrededor del año 3000 a. C., se asoció con la cultura de la Cerámica del Peine. Sin embargo, esta vinculación de cultura culturalmente definida, no se pueden probar las entidades con características lingüísticas y se ha sugerido que el aumento de los hallazgos de asentamiento en el período, es más probable que se haya asociado con un auge económico relacionado con el calentamiento del clima. Algunos investigadores incluso han argumentado que una forma de lenguas urálicas pudo haberse hablado en Estonia y Finlandia desde el final de la última glaciación.

### Edad del Bronce
El comienzo de la Edad del Bronce en Estonia data de aproximadamente en 1800 a. C., en la actual Finlandia en algún momento después de 1500 a. C. Las regiones costeras de Finlandia formaban parte de la Cultura del Bronce Nórdico, mientras que en las regiones del interior las influencias provenían de las culturas de bronce del norte de Rusia. El desarrollo de las fronteras entre los finlandeses y los bálticos estaba en marcha. Los primeros asentamientos fortificados, Asva y Ridala en la isla de Saaremaa e Iru en el norte de Estonia, comenzaron a construirse. El desarrollo de la construcción naval facilitó la difusión del bronce. Los cambios se produjeron en las costumbres funerarias, un nuevo tipo de cementerio se extendió desde áreas germánicas a estonias, tumbas de cista de piedra y entierros de cremación se hicieron cada vez más comunes, aparte de un pequeño número de tumbas de piedra en forma de barco.

### Edad de Hierro
La Edad del Hierro prerromana comenzó alrededor del 500 a. C. y duró hasta mediados del siglo I. Los artículos de hierro más antiguos se importaron, aunque desde el siglo I el hierro se fundía a partir de pantanos locales y mineral del lago. Los sitios de asentamiento se ubicaron principalmente en lugares que ofrecían protección natural. Se construyeron fortalezas, aunque se usaron temporalmente. La aparición de campos celtas cuadrados rodeados por recintos en Estonia data de la Edad de Hierro prerromana. La mayoría de las piedras con sangrías hechas por el hombre, que presumiblemente estaban conectadas con magia diseñada para aumentar la fertilidad de los cultivos, datan de este período. Un nuevo tipo de tumba, túmulos funerarios cuadrangulares, comenzó a desarrollarse. Las tradiciones funerarias muestran el comienzo claro de la estratificación social.
La Edad del Hierro Romana data aproximadamente del 50 al 450 d. C., la era que fue afectada por la influencia del Imperio Romano. En la cultura material esto se refleja en algunas monedas romanas, algunas joyas y artefactos. La abundancia de artefactos de hierro en el sur de Estonia habla de vínculos más estrechos con las áreas del sur, mientras que la costa de Finlandia y las islas del oeste y el norte de Estonia se comunicaban con sus vecinos principalmente por mar.

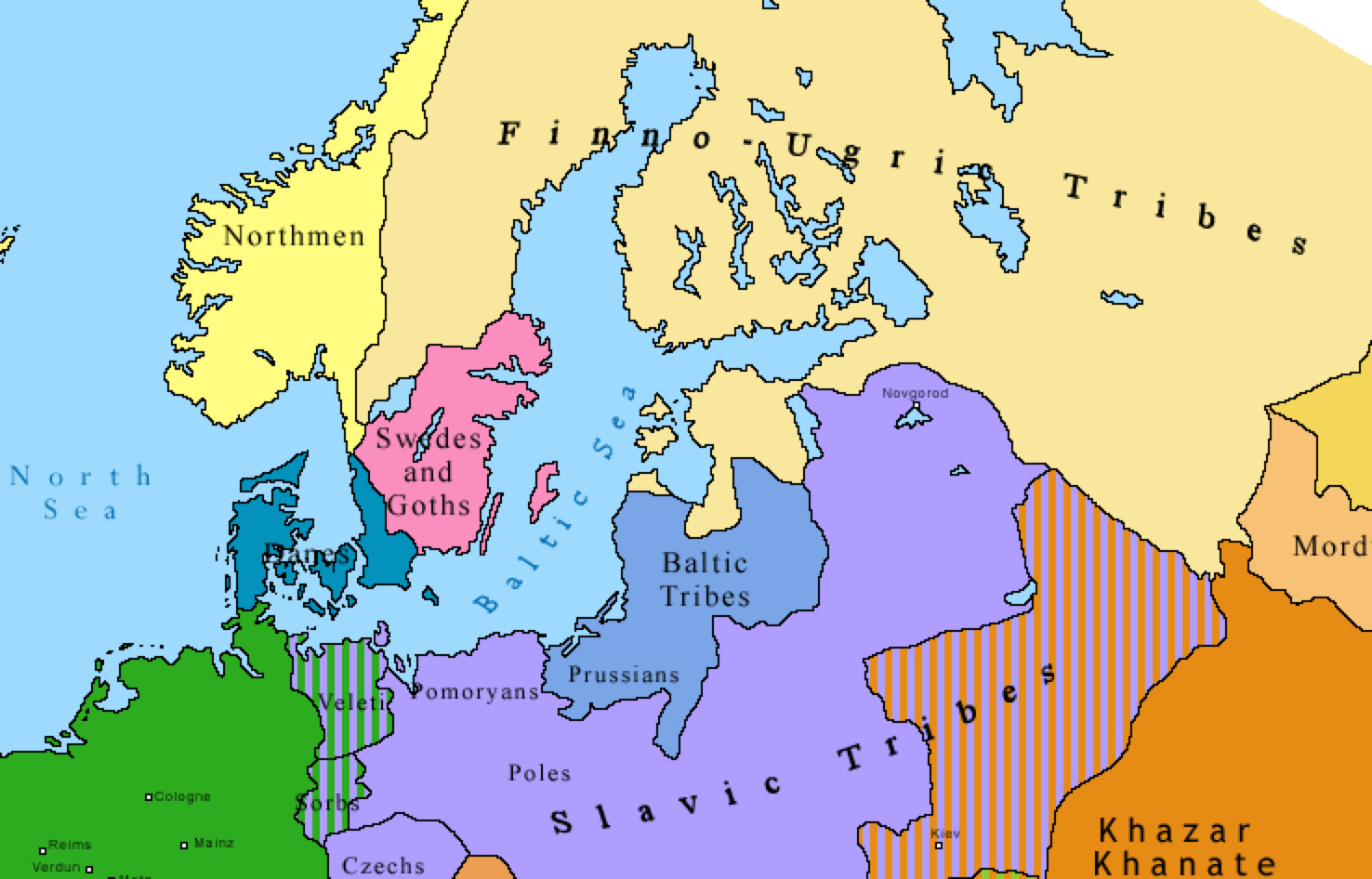
Europa septentrional en el año 814.

Al final del período, habían surgido áreas dialécticas tribales claramente definidas: fineses, tavastianos, carelios, estonios del norte, estonios del sur y estonios occidentales, incluidos los isleños, y la población de cada uno había formado su propia comprensión de la identidad.

### Alta Edad Media

#### Pueblos fínicos en crónicas
La palabra Finn se menciona por primera vez en la forma fenni en el siglo I d. C. por Tácito, el historiador romano. Sin embargo, es posible que se estuviera refiriendo a la gente del norte de Europa en general, particularmente a los lapones o sami. Después de eso, el nombre finni es utilizado por Claudio Ptolomeo (alrededor del 150) y el escritor romano oriental Jordanes en su Getica (551). Las referencias a las tribus fínicas se vuelven mucho más numerosas a partir de la época vikinga (800-1050). No fue hasta alrededor de 1171 que la palabra Finni se empleó para referirse a los fineses.
El término Eesti, el nombre de los estonios, aparece primero nuevamente en Tácito; sin embargo, podría haber indicado bálticos. En el norte de Sagas (siglo XIII) el término comenzó a usarse para indicar a los estonios.
En un texto noruego (siglo X-XIII) aparece por primera vez el nombre Kiriali que se refiere a los carelios, y el término cornuti Finni, interpretado como refiriéndose a los Lapones o Sami.
El capítulo inicial de la Crónica Primaria rusa enumera los siguientes pueblos que viven "en la parte de Jafet", entre otros: los Chud, Meria, Muromá, Vepsios, Mordvinos (Moksha y Erzya), Chud más allá de los portes, Perm, Pechera, Yam, Ugra, Liv.
El nombre Sum, que posiblemente significa Suomi (Finlandia en finés), se encuentra en la Crónica de Néstor (1000-1100). Los nombres de otras tribus finlandesas también se incluyen entre los que se incluyen los vepsios, cheremises, mordvinos (mokshas y erzya) y komis.
Los chuds mencionados por un monje Néstor en las primeras crónicas rusas, se encuentran en el contexto del siglo XI generalmente considerados como estonios, aunque a veces se refería a todos los pueblos fínicos en el noroeste de Rus. De acuerdo con la Crónica primaria rusa, los chuds rodeaban el mar Varego (Mar Báltico). En 1030, Yaroslav I el Sabio invadió el país de los chuds y sentó las bases de Yuriev (el histórico nombre ruso de Tartu, Estonia). Permanecieron hasta 1061 cuando, según las crónicas, Yuryev fue incendiado por los chuds. Según las crónicas en antiguo eslavo oriental, los chuds fueron uno de los fundadores del estado de Rus.
Los chuds del norte (o del este) también eran un pueblo mítico en el folclore entre los rusos del norte y sus vecinos. En la mitología de los komi, los chuds del Norte representan los ancestros míticos del pueblo komi.

### Edad Media
En el siglo XIII, el mundo báltico oriental fue transformado por la conquista militar: primero los livonios y estonios, luego los fineses sufrieron la derrota, el bautismo, la ocupación militar y algunas veces el exterminio por parte de grupos de alemanes, daneses y suecos. Finlandia fue gobernada como parte de Suecia, mientras que Estonia estaba bajo una hermandad caballeresca alemana del Báltico. Finlandia y Estonia se independizaron al comienzo de la era moderna en 1917-1918 (véase la: Historia de Finlandia y la Historia de Estonia). Los carelios permanecieron bajo dominio ruso y luego soviético, y su cantidad en números absolutos y relativos disminuyeron. Con la urbanización, los pueblos más pequeños solían asimilarse fácilmente a la sociedad en general, ya que no podían mantener fácilmente su cultura basada en las aldeas.